# Amplectobelua
Az Amplectobelua a Dinocaridida osztályának Radiodonta rendjébe, ezen belül az Amplectobeluidae családjába tartozó névadó típusnem. Korábban az Anomalocarididae családba volt besorolva.

## Tudnivalók
Az Amplectobelua, az ismert rokonaival, az Anomalocaris-fajokkal együtt, a nagyon korai állatok, az első ízeltlábúak képviselője. Az öt szemű Opabiniával együtt, a fura külsejű, kambrium kori kezdetleges Dinocaridida-fajok közé tartozik. E nemből, egy-egy fajt felfedeztek a kínai Chengjiang és a kanadai Burgess-palában is.
Összehasonlítva egyéb Anomalocarida-fajokkal, az Amplectobelua kisebb és zömökebb volt. Nagy szemei, a száj oldalán helyezkedtek el. Ízelt testének oldalán, néhány nyúlvány ült, amelyek az úszásban segítették. Hátsó részén két hosszú fartoldaléka (cercus) volt; elülső részén pedig két ollószerű karja. Ollószerű karjaival a zsákmányát kapta el, és vitte a szájához, amely a pofa alatt helyezkedett el.

## Rendszerezés
A nembe az alábbi 2 faj tartozik:
- Amplectobelua stephenensis Daley & Budd, 2010
- Amplectobelua symbrachiata Hou, Bergström & Ahlberg, 1995 - típusfaj

## Fordítás
- Ez a szócikk részben vagy egészben  az   Amplectobelua című angol Wikipédia-szócikk ezen változatának fordításán alapul.  Az eredeti cikk szerkesztőit annak laptörténete sorolja fel. Ez a jelzés csupán a megfogalmazás eredetét és a szerzői jogokat jelzi, nem szolgál a cikkben szereplő információk forrásmegjelöléseként.